# Ilse Malfroot
Ilse Malfroot (Leuven, 9 februari 1978) is een Belgisch politicus voor Vlaams Belang.

## Levensloop
Ilse Malfroot groeide op te Ninove. Ze is gehuwd en moeder van een dochter en een zoon. 
Na een studie Bedrijfsmanagement aan de Hogeschool Gent, ging ze aan de slag bij Belgian Shell. In 2004 koos ze voor een loopbaan bij de federale overheid bij de FOD Justitie. Nadien werd ze financieel inspecteur bij de Vlaamse overheid, waarbij ze zorgkassen en de kinderopvang inspecteerde. Vervolgens werd ze in 2017 zaakvoerster van een frituur in Meerbeke (een deelgemeente van Ninove), die ze in 2021 verkocht wegens de moeilijke combineerbaarheid met haar politieke mandaten.
Sinds januari 2013 is ze voor Forza Ninove gemeenteraadslid van Ninove. Ze raakte in oktober 2012 verkozen en behaalde 1.084 stemmen. Bij de gemeenteraadsverkiezingen in 2018 behaalde ze 2.481 stemmen in Ninove en werd ze herverkozen als gemeenteraadslid. In oktober 2024 werd Malfroot met 3.582 voorkeurstemmen herkozen in de Ninoofse gemeenteraad. Na deze verkiezingen kwam Forza Ninove aan de macht en in december 2024 werd ze schepen van de stad, bevoegd voor Onderwijs, Werk, Integratie, Welzijn en Zorg.
Bij de Vlaamse verkiezingen van 26 mei 2019 werd ze vanop de zesde plaats van de Oost-Vlaamse Vlaams Belang-lijst verkozen in het Vlaams Parlement. waar ze als vast lid zetelde in de commissie Economie, Werk en Innovatie en als plaatsvervanger in de commissie Welzijn, Volksgezondheid en Gezin, waar ze zich specifiek ging toeleggen op het domein kinderopvang. 
Bij de Vlaamse verkiezingen van 9 juni 2024 werd ze opnieuw vanop de zesde plaats van de VB-lijst in Oost-Vlaanderen verkozen in het Vlaams Parlement. Na deze verkiezingen werd Malfroot door haar partij eveneens afgevaardigd om als deelstaatsenator in de Senaat te zetelen, een functie die ze bekleedde tot in december 2024. Gedurende haar periode in de Senaat was Malfroot eveneens lid van de Parlementaire Assemblee van de Organisatie voor Veiligheid en Samenwerking in Europa (OVSE).
In april 2025 verving ze haar partijgenoot Guy D'Haeseleer als burgemeester toen deze in het ziekenhuis werd opgenomen.